# Bianca di Lancaster (principessa d'Inghilterra)
Bianca di Lancaster (Peterborough, 1392 – Haguenau, 22 maggio 1409) è stata una principessa reale inglese.

## Biografia
Era la sesta dei sette figli di Enrico IV d'Inghilterra, e della sua prima moglie, Maria di Bohun. All'epoca della nascita di Bianca, Enrico era solo conte di Derby e, grazie al suo matrimonio, conte di Northampton e conte di Hereford, essendo l'unico figlio superstite di Giovanni Plantageneto e di Bianca di Lancaster, erede del Ducato di Lancaster.
Bianca prende il nome dalla nonna paterna.
A due anni d'età Bianca rimase orfana di madre essendo Maria morta nel 1394 per dare alla luce l'ultima figlia Filippa. Successivamente, il 3 febbraio 1399, suo padre Enrico ereditò il Ducato di Lancaster e otto mesi dopo, il 13 ottobre, depose il cugino il re Riccardo II d'Inghilterra e salì al trono col nome di Enrico IV. Bianca e i suoi fratelli vennero così elevati al rango di Principi Reali d'Inghilterra. Tre anni dopo, nel 1402, suo padre si risposò con Giovanna di Navarra, figlia di re Carlo II di Navarra e vedova del duca Giovanni V di Bretagna. Dall'unione non nacquero figli.

## Matrimonio
Nel gennaio 1401 Enrico IV tenne un torneo a Eltham Palace per onorare la visita di Manuele II Paleologo. Dopo la sua ascesa al trono inglese, Enrico IV volle stabilire alleanze importanti al fine di mantenere e legittimare il suo governo. Un necessario alleato era il re Roberto del Palatinato, che aveva guadagnato il trono tedesco dopo la deposizione di Venceslao di Lussemburgo: fu presto organizzato un matrimonio tra il figlio maggiore sopravvissuto di Roberto, Ludovico e la figlia maggiore di Enrico IV, Bianca.
Il contratto di matrimonio fu firmato il 7 marzo 1401 a Londra; la dote della sposa era fissata in 40.000 Nobeln (oltre 300 kg d'oro). Il matrimonio formale tra Bianca e Ludovico ebbe luogo il 6 luglio 1402 nella Cattedrale di Colonia. Nonostante la sua natura politica, si diceva che il matrimonio fosse felice. Quattro anni dopo, Bianca diede alla luce il suo unico figlio:
- Roberto (Heidelberg, 22 giugno 1406-1426) che venne chiamato come il nonno paterno.

## Morte
Nel 1409, incinta del suo secondo figlio, morì di febbre a Haguenau, e fu sepolta nella chiesa di Santa Maria (oggi Sant'Egidio) a Neustadt nel Palatinato.
Il suo vedovo divenne Elettore Palatino come Ludovico III nel 1410 dopo la morte del padre e nel 1417 sposò Matilde, figlia di Amadeo, Principe d'Acaia, che gli diede sei figli. Il figlio di Bianca, Roberto (soprannominato l'inglese) morì a diciannove anni nel 1426, celibe e senza figli.

## Ascendenza
|                                            |                  |                                          | Genitori                                    |  |  | Nonni |  |  | Bisnonni                  |  |  | Trisnonni                |  |
|                                            |                  |                                          |                                             |  |  |       |  |  | Edoardo III d'Inghilterra |  |  | Edoardo II d'Inghilterra |  |
|                                            |                  |                                          |                                             |  |  |       |  |  | Edoardo III d'Inghilterra |  |  | Edoardo II d'Inghilterra |  |
|                                            |                  | Isabella di Francia                      |                                             |  |  |       |  |  | Edoardo III d'Inghilterra |  |  |                          |  |
| Giovanni Plantageneto, I duca di Lancaster |                  |                                          |                                             |  |  |       |  |  | Edoardo III d'Inghilterra |  |  |                          |  |
|                                            |                  | Filippa di Hainaut                       | Guglielmo I di Hainaut                      |  |  |       |  |  |                           |  |  |                          |  |
|                                            |                  | Filippa di Hainaut                       | Guglielmo I di Hainaut                      |  |  |       |  |  |                           |  |  |                          |  |
|                                            |                  | Filippa di Hainaut                       | Giovanna di Valois                          |  |  |       |  |  |                           |  |  |                          |  |
| Enrico IV d'Inghilterra                    |                  | Filippa di Hainaut                       |                                             |  |  |       |  |  |                           |  |  |                          |  |
|                                            |                  | Enrico Plantageneto, I duca di Lancaster | Enrico Plantageneto, III conte di Lancaster |  |  |       |  |  |                           |  |  |                          |  |
|                                            |                  | Enrico Plantageneto, I duca di Lancaster | Enrico Plantageneto, III conte di Lancaster |  |  |       |  |  |                           |  |  |                          |  |
|                                            |                  | Enrico Plantageneto, I duca di Lancaster | Maud Chaworth                               |  |  |       |  |  |                           |  |  |                          |  |
| Bianca di Lancaster                        |                  | Enrico Plantageneto, I duca di Lancaster |                                             |  |  |       |  |  |                           |  |  |                          |  |
|                                            |                  | Isabella di Beaumont                     | Enrico di Beaumont                          |  |  |       |  |  |                           |  |  |                          |  |
|                                            |                  | Isabella di Beaumont                     | Enrico di Beaumont                          |  |  |       |  |  |                           |  |  |                          |  |
|                                            |                  | Isabella di Beaumont                     | Alice Comyn                                 |  |  |       |  |  |                           |  |  |                          |  |
| Bianca di Lancaster                        |                  | Isabella di Beaumont                     |                                             |  |  |       |  |  |                           |  |  |                          |  |
|                                            | William di Bohun | Humphrey de Bohun, IV conte di Hereford  |                                             |  |  |       |  |  |                           |  |  |                          |  |
|                                            | William di Bohun | Humphrey de Bohun, IV conte di Hereford  |                                             |  |  |       |  |  |                           |  |  |                          |  |
|                                            | William di Bohun | Elisabetta di Rhuddlan                   |                                             |  |  |       |  |  |                           |  |  |                          |  |
| Humphrey di Bohun                          | William di Bohun |                                          |                                             |  |  |       |  |  |                           |  |  |                          |  |
|                                            |                  | Elisabetta di Badlesmere                 | Bartholomew de Badlesmere                   |  |  |       |  |  |                           |  |  |                          |  |
|                                            |                  | Elisabetta di Badlesmere                 | Bartholomew de Badlesmere                   |  |  |       |  |  |                           |  |  |                          |  |
|                                            |                  | Elisabetta di Badlesmere                 | Margherita de Clare                         |  |  |       |  |  |                           |  |  |                          |  |
| Maria di Bohun                             |                  | Elisabetta di Badlesmere                 |                                             |  |  |       |  |  |                           |  |  |                          |  |
|                                            |                  | Richard FitzAlan                         | Edmund FitzAlan                             |  |  |       |  |  |                           |  |  |                          |  |
|                                            |                  | Richard FitzAlan                         | Edmund FitzAlan                             |  |  |       |  |  |                           |  |  |                          |  |
|                                            |                  | Richard FitzAlan                         | Alice de Warenne                            |  |  |       |  |  |                           |  |  |                          |  |
| Joan FitzAlan                              |                  | Richard FitzAlan                         |                                             |  |  |       |  |  |                           |  |  |                          |  |
|                                            |                  | Eleonora di Lancaster                    | Enrico Plantageneto, III conte di Lancaster |  |  |       |  |  |                           |  |  |                          |  |
|                                            |                  | Eleonora di Lancaster                    | Enrico Plantageneto, III conte di Lancaster |  |  |       |  |  |                           |  |  |                          |  |
|                                            |                  | Eleonora di Lancaster                    | Maud Chaworth                               |  |  |       |  |  |                           |  |  |                          |  |
|                                            |                  | Eleonora di Lancaster                    |                                             |  |  |       |  |  |                           |  |  |                          |  |